# Piero San Giorgio
Piero San Giorgio, de son vrai nom Piero Falotti, né en 1971 à Milan (Italie), est un auteur survivaliste suisse proche de certains milieux d'extrême droite,, connu pour son livre Survivre à l'effondrement économique paru en 2011.

## Biographie
Homme d'affaires, expert en marketing et consultant en informatique, Piero San Giorgio a été successivement cadre chez Oracle, fondateur de la société Andiamo,, cadre chez Salesforce.com et, entre autres, membre du conseil d'administration de Business Investigation SA  avant que cette entreprise ne se sépare de lui en 2014 à la suite de l'ébruitement de sa double vie. Il est officier de milice dans l'armée suisse.

## Théories survivalistes
En 2011, il publie Survivre à l'effondrement économique, ouvrage dans lequel il développe la thèse d'un effondrement énergétique, écologique, financier, politique, social et économique menant à un état de guerre généralisée d'ici 2025,. Il utilise le concept de base autonome durable (BAD), tel que défini par Don Stephens (en), comme moyen de survie. Pour lui, un prochain effondrement économique est inévitable et il faut développer des zones rurales autosuffisantes pour pouvoir y survivre. Le livre s'est écoulé à plus de 20 000 exemplaires dès sa première année de publication, traduit en anglais (publié par Washington Summit Publishers, une maison d'édition classée « nationaliste blanche »), italien, russe, arabe et roumain. En 2016, la journaliste Ellen Salvi indique que l'ouvrage s'est écoulé à plus de 30 000 exemplaires, « hors des circuits habituels ».

### Promotion et conférences
Il publie ensuite d'autres livres à ce sujet et donne de nombreuses conférences, notamment auprès de l'association Égalité et Réconciliation, fondée par l'antisémite et négationniste franco-suisse Alain Soral, ou du Centre royaliste d'Action française.
Dans un entretien avec le youtubeur d'extrême-droite français Daniel Conversano, Piero San Giorgio soutient que, mis sous pression, la véritable nature des Européens « c’est d’être un Waffen SS, un lansquenet, un conquistador... », ajoutant qu'« on fait en sorte que des gens qui n'auraient pas dû exister existent… on sauve les malades, les handicapés… c'est très bien, ça donne bonne conscience, mais c’est pas comme ça qu'on construit une civilisation, c'est comme ça qu’on la détruit, ».
Il a assuré la promotion d'articles de survivalisme sur le site de commerce en ligne Prenons le maquis d'Alain Soral, dont il a été partenaire et actionnaire.

## Controverses
Le politologue Stéphane François le présente comme « un vieux militant d'extrême droite, ancien collaborateur de Synergies européennes » ; l'universitaire Zoé Carle comme « le chantre d’un survivalisme racialiste blanc ». Selon Mediapart, il est « à l'origine de [la] régénérescence » de l'activisme suprémaciste blanc en France, en particulier à travers son ouvrage Survivre à l'effondrement économique, affirmant que « certains militants veulent s'inspirer de son mode d'emploi pour créer des groupes de survie, sorte de « Tarnac de droite ».
En 2016, le chef du département valaisan de la formation et de la sécurité Oskar Freysinger (UDC) l'engage comme consultant externe dans la gestion des risques,,,,,. Cette nomination suscite de nombreuses réactions de la part du monde politique valaisan. Alors que la présidente du gouvernement se dit « profondément choquée par des propos indignes de notre civilisation »,, tous les partis à l'exception de l'UDC s'étonnent et condamnent ce choix « gravissime ». Dans les heures qui ont suivi la conférence de presse du 29 novembre 2016, Piero San Giorgio aurait lui-même tenté de retirer de sa page Wikipédia les informations (rétablies par les robots du site) lui prêtant des relations avec les milieux de l'extrême-droite radicale française.
Le 1er décembre 2016, une pétition en ligne est lancée pour demander la démission de Piero San Giorgio, « figure radicale et très controversée de l'extrême-droite ultra‐nationaliste », « très proche des milieux néo‐nazis ». Esther Waeber-Kalbermatten, « profondément choquée », a dénoncé « un appel à la haine » et « un retour inquiétant vers les heures les plus sombres de l'histoire européenne ». Le 2 décembre 2016, le Conseil d'État valaisan renonce définitivement à ses services « suite à ses propos tenus sur les réseaux sociaux ». À la suite de cette controverse, Piero San Giorgio publie une vidéo sur sa chaîne YouTube où il évoque la tempête sur les médias provoquée par les courts extraits de son entretien de deux heures et demie avec Daniel Conversano. Piero San Giorgio a nié, notamment dans une interview dans Le Matin Dimanche, être néo-nazi, hostile aux handicapés et regrette que ses propos aient été mal compris et sortis de leur contexte.

## Publications

### Essais
- Survivre à l'effondrement économique, Le Retour aux sources, 2011 ; rééd. Culture & Racines, préf. Michel Drac, 472 p., 2020  (ISBN 978-2491861032)
- Rues barbares : Survivre en ville (coécrit avec le blogueur survivaliste Vol West), Le Retour aux sources, 2012 ; rééd. Culture & Racines, 443 p., 2020  (ISBN 978-2491861049)
- Femmes au bord de la crise, Le Retour aux sources, 2014 ; rééd. Culture & Racines, préf. Claire Séverac, 241 p., 2021  (ISBN 978-2491861148)
- NRBC : Survivre aux évènements Nucléaires, Radiologiques, Biologiques et Chimiques (coécrit avec Cris Millennium), Le Retour aux sources, 2016 ; rééd. Culture & Racines, 488 p., 2020  (ISBN 978-2491861025)
- Survivre à la peur - Tome 1, Culture & Racines, préf. Laurent Obertone, 960 p., 2024  (ISBN 978-2-491861-43-8)
- Avant l'Effondrement, Culture & Racines, 360 p., 2024  (ISBN 978-2-491861-48-3)
- Survivre à la peur - Tome 2, Culture & Racines, préf. Éric Werner, 716p., 2025 (ISBN 978-2-491861-49-0)
- Gros : Survivre à la malbouffe, Culture & Racines, préf. Frédéric Delavier, 426p., 2025 (ISBN 978-2-491861-50-6)

### Romans
- Giuseppe : Une histoire de survie, Culture & Racines, 352 p., 2020  (ISBN 978-2491861001)